# Fallout 4: Far Harbor
A Fallout 4: Far Harbor egy DLC a Fallout 4-hez, amit 2016. május 19-én adott ki a Bethesda Softworks. A játék célja, hogy kiderítsük, mi történt egy fiatal lánnyal, aki váratlanul eltűnt.

## Cselekmény
Nick Valentine detektív irodája egy rádióüzenetet kap, amiben Kenji és Rey Nakano a segítségüket kérik az eltűnt lányuk megtalálásához. A játékos elvállalja a küldetést, és elutazik a Nakano családhoz. Hamar rájön, hogy Kasumi (Kenji lánya) kapcsolatot teremtett Acadiával, egy Synth-csoporttal a tőlük északra lévő Szigeten. 
Kenji hajójával elutazik a Szigetre, ahol találkozik Avery kapitánnyal, aki alkut köt vele: ha segít megvédeni a városukat, utána elmondja, mi a helyzet náluk. A kis csata után a mutánsokkal Avery elmondja, hogy a Szigeten három frakció létezik: a városlakók, akik Far Harbor városában élnek, az Atom Gyermekei és Acadia synthjei.